# گوی گوئدس
گوی گوئدس (انگلیسی: Gui Guedes؛ زادهٔ ۱۷ آوریل ۲۰۰۲) بازیکن فوتبال اهل پرتغال است.
وی همچنین در تیم‌های ملی فوتبال زیر ۱۸ سال پرتغال و زیر ۲۰ سال پرتغال بازی کرده‌است.